# Eneas Comiche
Eneas da Conceição Comiche (* 28. Juli 1939 im Distrikt Moma, Provinz Nampula, Mosambik) ist ein mosambikanischer Wirtschaftswissenschaftler und Politiker (FRELIMO). Comiche hatte bereits zahlreiche wichtige Ämter im mosambikanischen Staat inne, u. a. diente er als Finanzminister sowie als Bürgermeister der Hauptstadt Maputo.

## Leben

### Ausbildung
Eneas da Conceição Comiche ist der dritte Sohn von neun Kindern seiner Eltern Jaime Comiche und Ilda Elisabeth Macunguel.
Comiche schloss seine Grundausbildung 1957 an der Handelsschule von Lourenço Marques (heute Maputo) ab, bevor er 1959 zur Handelshochschule nach Lissabon wechselte. An der Wirtschaftswissenschaftlichen Fakultät der Universität Porto schloss er sein Hochschulstudium der Wirtschaftswissenschaften mit der Licenciatura ab.

### Berufliche Karriere
Daraufhin arbeitete Eneas Comiche für das Handelsunternehmen Armazéns Soares Correia in Vila Nova de Gaia. 1970 zog Comiche zurück nach Portugiesisch-Ostafrika (Mosambik), wo er zwischen 1971 und 1975 als Lehrkraft an der wirtschaftswissenschaftlichen Fakultät der Universität von Lourenço Marques arbeitete. Zeitgleich arbeitete er am Instituto de Crédito de Moçambique, zunächst als einfacher Angestellter (1970–1971), später als Verwalter (1974–75) und später als Vorsitzender des Instituts (1975–77).

### Karriere im mosambikanischen Staat
Nach der Unabhängigkeit Mosambiks (1975) diente er an den verschiedensten staatlichen Stellen. Zunächst als Vorsitzender des Aufsichtsrates der Banco Popular de Desenvolvimento (1978–86) sowie als stellvertretender Finanzminister (1984–86) und als Gouverneur der mosambikanischen Zentralbank Banco de Moçambique (1986–1991). 1991 wechselte er erneut in die Regierung und diente als Finanzminister seines Landes unter der Regierung von Joaquim Chissano (1991–94). Laut einer internen Nachricht der US-Botschaft in Maputo, galt (und gilt) Comiche als Vertrauter Chissanos.
Comiche wechselte nach seiner Zeit als Finanzminister in den Verwaltungsrat der aus der Staatsbank ausgegliederten Banco Comercial de Moçambique. Comiche übernahm den Vorsitz des Verwaltungsrates. Unter anderem wurde unter seiner Leitung die staatliche Bank privatisiert, sie ist heute nach der Fusion mit der Banco Internacional de Moçambique Teil der größten mosambikanischen Bank Millennium bim.

### Bürgermeister von Maputo
2002 wählte die FRELIMO Comiche zu ihrem Kandidaten für das Amt des Bürgermeisters der mosambikanischen Hauptstadt Maputo. Dieser gewann die Kommunalwahlen 2003 mit 75,8 % und regierte daraufhin die Hauptstadt. Seiner Amtszeit gilt es relativ erfolgreich.
Aufgrund parteiinterner Differenzen kürte die FRELIMO für die darauffolgende Wahl, 2008, seinen Konkurrenten David Simango zum Kandidaten für das Amt des Bürgermeisters. Angeblich, laut Medienberichten, weil er sich geweigert hatte, lokalen Parteigrößen Land zuzuschanzen und andere Privilegien zu gewähren. Simango gewann die Wahlen 2008 als auch die darauffolgenden Kommunalwahlen 2013.
Aufgrund seines Ausscheidens kandidierte er lediglich für ein Mandat im mosambikanischen Parlament, für das er bei den Parlamentswahlen 2009 auch gewählt wurde. Im Parlament übernahm er den Vorsitz des Haushaltsausschusses. Es gab Spekulationen einer Kandidatur für den Vorsitz der FRELIMO 2012, als Nachfolge des 2014 abzutretenden Staatspräsidenten Armando Guebuza. Dies gelangt nicht, allerdings wurde er dennoch in das Zentralkomitee, dem obersten Parteiorgan der FRELIMO, gewählt. Zwischenzeitlich wurde er auch als Kandidat für das Amt des Staatspräsidenten, als Nachfolger von Guebuza, gehandelt.

## Privat
Comiche ist seit 1973 mit seiner Frau verheiratet, die er in seiner Zeit in Porto kennengelernt hatte.